# 宁波大榭开发区
宁波大榭开发区是中国浙江省宁波市一个国家级经济技术开发区。开发区位于北仑区大榭街道，由中国中信集团公司（CITIC）成片开发，设立于1993年3月。大榭开发区管理委员会曾代管大榭街道，2021年与宁波经济技术开发区合并，对外保留宁波大榭开发区管理委员会牌子。

## 自然地理
大榭开发区位于大榭岛及周边岛屿。其中，大榭岛面积30.84平方公里，是区域内最大的岛屿。第二大岛屿为穿鼻岛，面积2.16平方公里。大榭岛地势东南高，西北低，距离陆地最近点为0.5公里，最高峰七顶山海拔334.1米。

## 重要企业
- 三菱化学
- 中海石油宁波大榭石化有限公司
- 韩华石油聚氯乙烯项目
- 林德气体大型空分项目
- 宁波万华聚氨酯公司
- 招商国际集装箱码头

## 交通
大榭开发区通过大榭大桥和大榭二桥与大陆连接。